# Tovomita glazioviana
Tovomita glazioviana är en tvåhjärtbladig växtart som beskrevs av Adolf Engler. Tovomita glazioviana ingår i släktet Tovomita och familjen Clusiaceae. Inga underarter finns listade i Catalogue of Life.